# Archontophoenix
Archontophoenix es un género con seis especies de plantas con flores de la familia  de las palmeras Arecaceae.  

## Descripción
Son plantas arborescentes con los tallos ampliados en la base, a menudo con hojas de cicatrices prominentes. Las hojas pinnadas; y las bases de la hoja de envoltura, no persistentes en el tronco.
La inflorescencia dividida en numerosas espigas, tiene  flores unisexuales, sésiles, de color púrpura, en el lateral los masculinos y central los femeninos. La fruta globosa, de color rosa a rojo con pericarpio carnoso.
tugumento

## Taxonomía
El género fue descrito por H.Wendl. & Drude y publicado en Linnaea 39: 182–183, 211–212. 1875.
Etimología
Archontophoenix: nombre genérico que deriva de las palabras griegas: archon = "jefe, principal", phoenix = "palmera", en general, llamado así por su estatura real y la apariencia.

## Especies
- Archontophoenix alexandrae, H.Wendl. & Drude, Linnaea 39: 212 (1875).
- Archontophoenix cunninghamiana (H.Wendl.) H.Wendl. & Drude, Linnaea 39: 214 (1875).
- Archontophoenix maxima Dowe, Austrobaileya 4: 235 (1994).
- Archontophoenix myolensis Dowe, Austrobaileya 4: 237 (1994).
- Archontophoenix purpurea Hodel & Dowe, Austrobaileya 4: 238 (1994).
- Archontophoenix tuckeri Dowe, Austrobaileya 4: 240 (1994).